# 메트로교 (키이우)

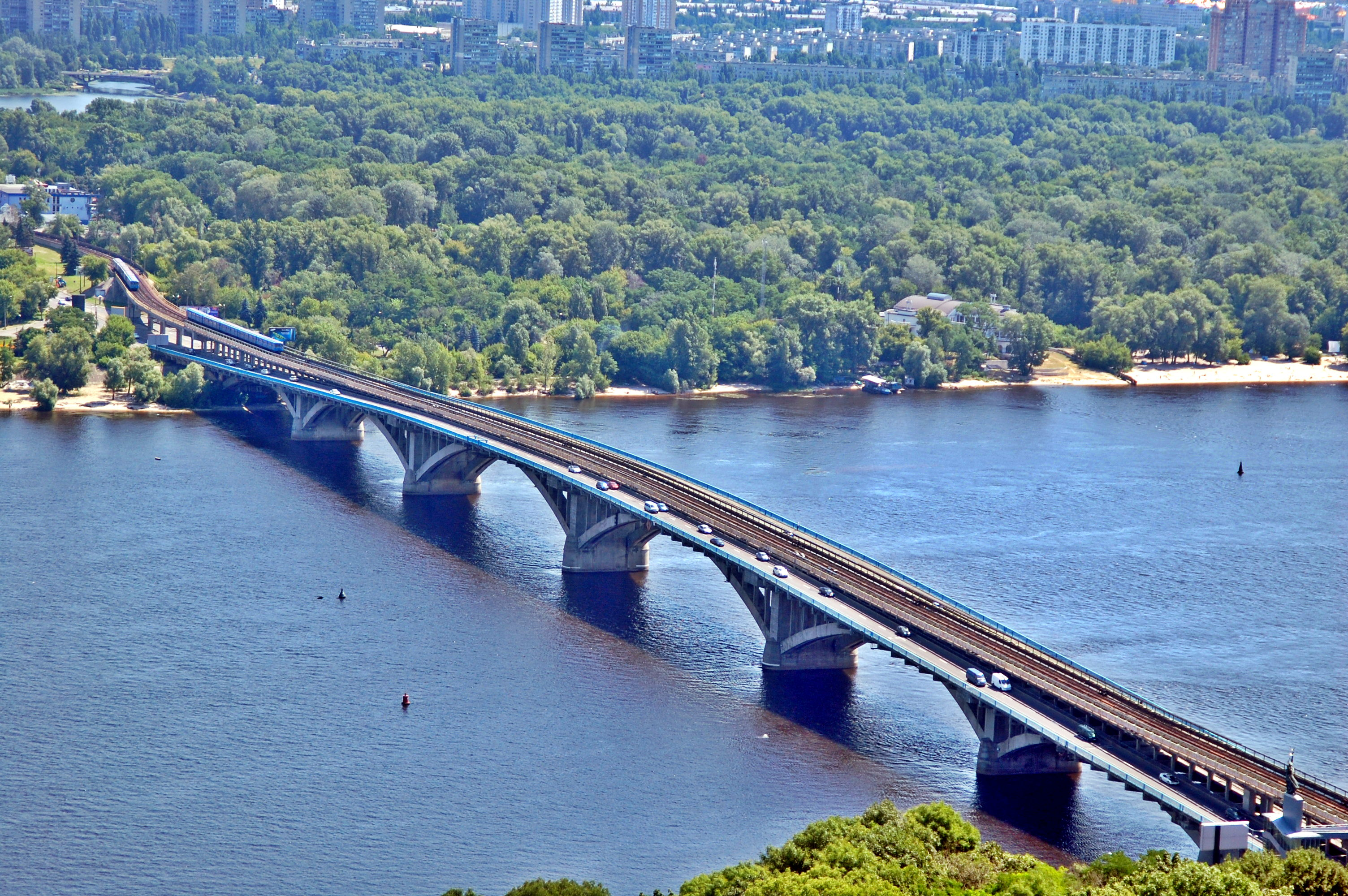
메트로교

메트로교(우크라이나어: Міст Метро)는 우크라이나 키이우에 있는 교량으로, 드니프로강을 가로지른다. 이 교량은 G. 푸크스와 Y. 이노소프가 설계했으며 1965년 키이우 지하철 시스템 확장과 함께 건설되었다. 이 교량은 지하철의 스비아토신스코-브로바르스카선과 자동차에 사용되고 있다.
다리 길이는 683m, 너비는 28.9m, 강 위 높이는 20m이다.
베네치스키섬과 좌우 둑을 연결하는 두 개의 경간으로 구성되어 있다. 더 큰 경간은 별도의 낮은 경간에 있는 높은 중앙 지하철 데크와 측면 자동차 데크로 구성되어 있다. 지하철과 자동차 경로는 모두 뚜렷한 아치형 윤곽을 가지고 있다. 이는 지하철 노선이 드니프로역이 있는 오른쪽 둑의 언덕으로 이어지기 때문이다.